# Семеновский, Пётр Сергеевич
Пётр Серге́евич Семено́вский (22 декабря 1883, Москва — 1959, Москва) — российский и советский судебный медик, один из пионеров отечественной криминалистики; консультант Московской Городской судебно-медицинской экспертизы судебно-медицинский эксперт, профессор.

## Биография
Пётр Сергеевич родился в 1883 году в Москве в семье псаломщика Новодевичьего монастыря. В 1898 окончил Московское Донское духовное училище (с правом поступления в 1 класс духовной семинарии без экзамена, 1 разряд), затем учился в Московской духовной семинарии, которую закончил в 1904 году (I отделение, 1 разряд). 

В 1910 году с отличием окончил медицинский факультет Юрьевского университета. Был награждён золотой медалью за научную работу «Судебно-медицинское исследование семенных пятен. Обзор литературы по вопросу и проверке новейших способов Florence’a и Barberio». С 1908 по 1918 год работал на кафедре судебной медицины ассистентом и помощником. Наставником Семеновского был профессор судебной медицины, прозектора кафедры А. С. Игнатовский.
Во время гражданской войны часть университета эвакуирована в Воронеж, а Семеновский вступил в Красную армию. Он получает должность ординатора в 12-м сводном эвакогоспитале. В марте 1919 года назначен заведующим кабинетом судебно-уголовной экспертизы и Регистрационным бюро Центророзыска, в мае того же года одновременно становится прозектором Лефортовского морга. Уйдя из уголовного розыска в июне 1920 года, он снова возвращается в него в 1921 году и через год становится начальником дактилоскопического подотдела научно-технического отдела.
Со студенческих лет Семеновский публикует научные работы и занимает должности в научных организациях: Институте Советского права, Научно-исследовательском институте судебной медицины (НИИСМ). Основные научные интересы — судебная медицина, антропология в судебной медицине и криминалистике, дактилоскопия, уголовная регистрация. В 1923 году выходит первая в России монография по криминалистике «Дактилоскопия как метод регистрации», написанная Петром Семеновским. В 1926 и 1927 году он публикует исследования тактильных узоров тактильных узоров на пальцах рук человека. В 1927 году его избирают почётным членом Международного антропологического института в Париже. Результатом научной деятельности Семеновского стали 30 научных трудов, и методика классификации пальцевых узоров, принятая к применению в правоохранительных органах РСФСР.
С началом работы в НИИСМ в 1930 году Пётр Семеновский сосредотачивается на судебной медицине. В том же году становится председателем Московского судебно-медицинского общества, занимая должность до 1932 года. Участвует в судебных экспертизах и проводит консультации. В годы Второй мировой войны продолжает работу консультантом по судебной медицине при 1072-м эвакогоспитале. Участвовал в расследованию обстоятельств исчезновения Гитлера. Награждён орденом Отечественной войны I степени.
В качестве доверенного лица Вышинского, Семеновский участвовал в советском комиссии по расследованию Катынского преступления (так называемая «комиссия Бурденко»), и именно он «обнаружил» на трупах несколько фальсифицированных документов, датированных второй половиной 1940-1941 годами. которые должны были доказать, что поляки были живы после весны 1940 года, когда согласно опубликованным немцами данным они были расстреляны НКВД.
Наряду с научной и практической деятельностью Семеновский читает лекции читает лекции в Военной прокуратуре, Военной Коллегии Верховного Суда СССР и ведёт преподавательскую работу на юридических курсах в Московском областном суде и 3-м Медицинском институте. В 1957 году уходит на пенсию.
Пётр Семеновский скончался в 1959 году в Москве на 76 году жизни.

## Основные труды
- Семеновский П. С. Дактилоскопия, как метод регистрации : Краткое руководство для заведующих дактилоскопич. бюро, судебных деятелей и судебных врачей / Петр Семеновский. — М.: Упр. уголовного розыска Республики, 1923. — 118 с.
- Новый способ определения возможных числителей и знаменателей основной дроби дактилоскопической классификации при нескольких неизвестных пальцевых отпечатках (1926)
- Семеновский П. С., Цикулин А. Я. Краткое пособие по опознанию неизвестных трупов. — М.: Издание ГУРКМ НКВД СССР, 1938. — 48 с.
- «Настольная книга следователя» (1949, в соавторстве).